# Leuville-sur-Orge
Leuville-sur-Orge (prononcé [løvil sʏʁ ɔʁʒ] ) est une commune française située à vingt-huit kilomètres au sud-ouest de Paris dans le département de l'Essonne en région Île-de-France.
Ses habitants sont appelés les Leuvillois.

## Géographie

### Situation

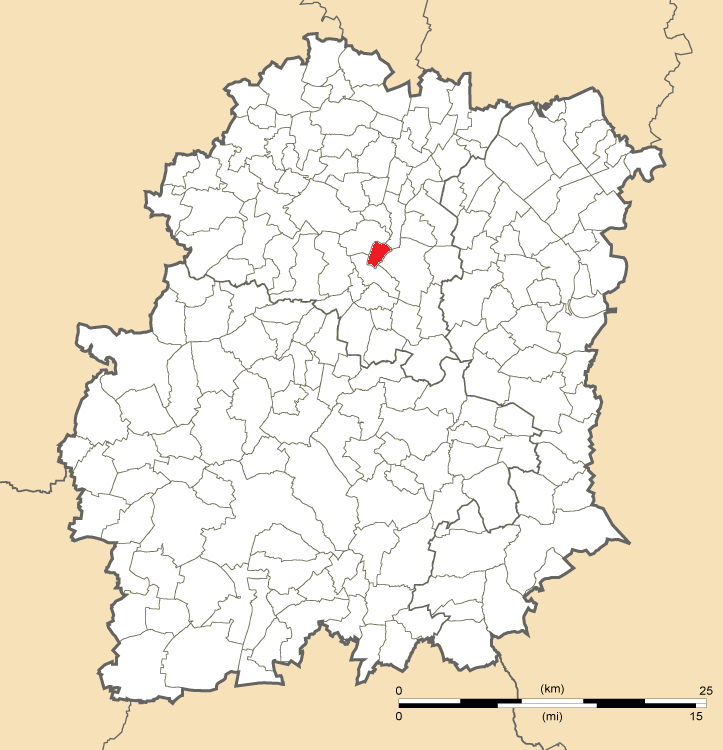
Position de Leuville-sur-Orge en Essonne.

Leuville-sur-Orge est située à vingt-huit kilomètres au sud-ouest de Paris-Notre-Dame, point zéro des routes de France, treize kilomètres au sud-ouest d'Évry, onze kilomètres au sud de Palaiseau, trois kilomètres au nord d'Arpajon, trois kilomètres au sud de Montlhéry, seize kilomètres à l'ouest de Corbeil-Essonnes, seize kilomètres au nord-ouest de La Ferté-Alais, vingt et un kilomètres au nord-est de Dourdan, vingt-deux kilomètres au nord-est d'Étampes, vingt-huit kilomètres au nord-ouest de Milly-la-Forêt.

### Hydrographie
La commune est traversée par la rivière l'Orge, affluent de la rive gauche de la Seine.
L'Orge est alimentée dans la commune par quelques sources et ruisseaux dont la Boële de Leuville.

### Relief et géologie
L'altitude moyenne de la commune est de 70 mètres.

### Communes limitrophes
Communes voisines: Linas, Longpont-sur-Orge, Brétigny-sur-Orge et Saint-Germain-lès-Arpajon.

### Climat
Pour des articles plus généraux, voir Climat de l'Île-de-France et Climat de l'Essonne.
En 2010, le climat de la commune est de type climat océanique dégradé des plaines du Centre et du Nord, selon une étude du CNRS s'appuyant sur une série de données couvrant la période 1971-2000. En 2020, Météo-France publie une typologie des climats de la France métropolitaine dans laquelle la commune est exposée à un climat océanique altéré et est dans la région climatique  Sud-ouest du bassin Parisien, caractérisée par une faible pluviométrie, notamment au printemps (120 à 150 mm) et un hiver froid (3,5 °C). 
Pour la période 1971-2000, la température annuelle moyenne est de 11,5 °C, avec une amplitude thermique annuelle de 15,4 °C. Le cumul annuel moyen de précipitations est de 672 mm, avec 11,3 jours de précipitations en janvier et 7,7 jours en juillet. Pour la période 1991-2020, la température moyenne annuelle observée sur la station météorologique la plus proche, située sur la commune de Brétigny-sur-Orge à 3 km à vol d'oiseau, est de 11,9 °C et le cumul annuel moyen de précipitations est de 628,9 mm,. Pour l'avenir, les paramètres climatiques de la commune estimés pour 2050 selon différents scénarios d'émission de gaz à effet de serre sont consultables sur un site dédié publié par Météo-France en novembre 2022.
| Mois                                  | jan.           | fév.           | mars            | avril         | mai             | juin           | jui.           | août           | sep.           | oct.            | nov.            | déc.             | année      |
| ------------------------------------- | -------------- | -------------- | --------------- | ------------- | --------------- | -------------- | -------------- | -------------- | -------------- | --------------- | --------------- | ---------------- | ---------- |
| Température minimale moyenne (°C)     | 1,7            | 1,5            | 3,6             | 5,7           | 9,2             | 12,5           | 14,4           | 14,1           | 11             | 8,2             | 4,5             | 2,2              | 7,4        |
| Température moyenne (°C)              | 4,5            | 5              | 8,1             | 10,9          | 14,5            | 17,9           | 20,2           | 20             | 16,4           | 12,4            | 7,7             | 4,9              | 11,9       |
| Température maximale moyenne (°C)     | 7,2            | 8,5            | 12,6            | 16,2          | 19,8            | 23,4           | 26             | 25,9           | 21,8           | 16,6            | 10,9            | 7,6              | 16,4       |
| Record de froid (°C) date du record   | −20,6 08.01.10 | −17 23.02.1963 | −10,7 13.03.13  | −4,7 11.04.03 | −1,9 07.05.1957 | 1,4 05.06.1991 | 3,8 01.07.1960 | 3,7 28.08.1974 | 0,2 17.09.1971 | −4,5 29.10.1985 | −9,6 24.11.1998 | −16,4 29.12.1964 | −20,6 2010 |
| Record de chaleur (°C) date du record | 15,8 27.01.03  | 20,2 27.02.19  | 25,3 25.03.1955 | 29,4 20.04.18 | 32 28.05.17     | 37,3 18.06.22  | 42 25.07.19    | 39,7 06.08.03  | 35,4 08.09.23  | 30,3 01.10.1985 | 22,1 07.11.15   | 16,8 17.12.15    | 42 2019    |
| Précipitations (mm)                   | 48,2           | 44,9           | 45              | 44,6          | 61,4            | 55,6           | 53,1           | 57,7           | 48,6           | 52,6            | 54,5            | 62,7             | 628,9      |

### Voies de communication
La commune est notamment desservie par la RN 104 (Francilienne) et la RN 20.

### Transports
La commune est desservie par les lignes DM13 et DM19 du réseau de bus Cœur d'Essonne. Ces deux lignes permettent aux habitants de rejoindre la gare de Brétigny.
Depuis janvier 2013, le « TàD Cœur d'Essonne » complète la desserte, sa ligne 1 suit le tracé de la DM13.

## Urbanisme

### Typologie
Au 1er janvier 2024, Leuville-sur-Orge est catégorisée grand centre urbain, selon la nouvelle grille communale de densité à sept niveaux définie par l'Insee en 2022.
Elle appartient à l'unité urbaine de Paris, une agglomération inter-départementale regroupant 407  communes, dont elle est une commune de la banlieue,,. Par ailleurs la commune fait partie de l'aire d'attraction de Paris, dont elle est une commune du pôle principal,. Cette aire regroupe 1 929 communes,.

## Toponymie
Anciennement Lunvilla vers 1190, Lugvilla vers 1136, Lugvillan, Lunavilla au XIe siècle, Lupi Villa, Lieuville en 1370.
Leuville au XIIe siècle s’appelait Lunvilla du nom d’homme germanique Leudinus et du mot romain villa.
La commune fut créée en 1793 avec le seul nom de Leuville, la mention de l'Orge fut ajoutée en 1891.

## Histoire
Au Moyen Âge, faisant partie du fief de Montlhéry, les Leuvillois subissent les guerres féodales du fief ou de l’abbaye de Longpont.
Lors de la célèbre bataille de Montlhéry en 1465 qui oppose Louis XI et Charles le Téméraire, la population de Leuville (une cinquantaine d’habitants) fut réduite de moitié. En 1466, Jean Alart de Court Alaric fait don de la seigneurie de Leuville à Jacques Olivier, procureur au parlement de Paris.
Au XVIe siècle, le village appartient à la famille Olivier de Leuville qui construit un château dont il ne reste plus ni vestiges ni iconographie. Le 6 janvier 1593, prise du château de Leuville-sur-Orge et de la ville d'Arpajon par les troupes d'Henri IV en lutte contre la Ligue.
L’actuel « château » est en fait une de ses dépendances datant du XVIIIe siècle. Lors de la Révolution française, Leuville sert de refuge à Lacépède, un savant botaniste disciple de Buffon qui fuit Paris et la Terreur. La mairie actuelle fut construite en 1869 (rénovée et réaménagée dernièrement).
Leuville est un village à vocation agricole, bien placé pour approvisionner la capitale puisque situé sur la « voie royale » reliant Paris à Orléans. On y apporte fruits et légumes à pied, en charrette. Comme dans tout le secteur, la culture de plein champ remplace la vigne, principale culture depuis le Moyen Âge, victime du phylloxera et de l’arrivée des vins du Sud-Ouest par le rail.

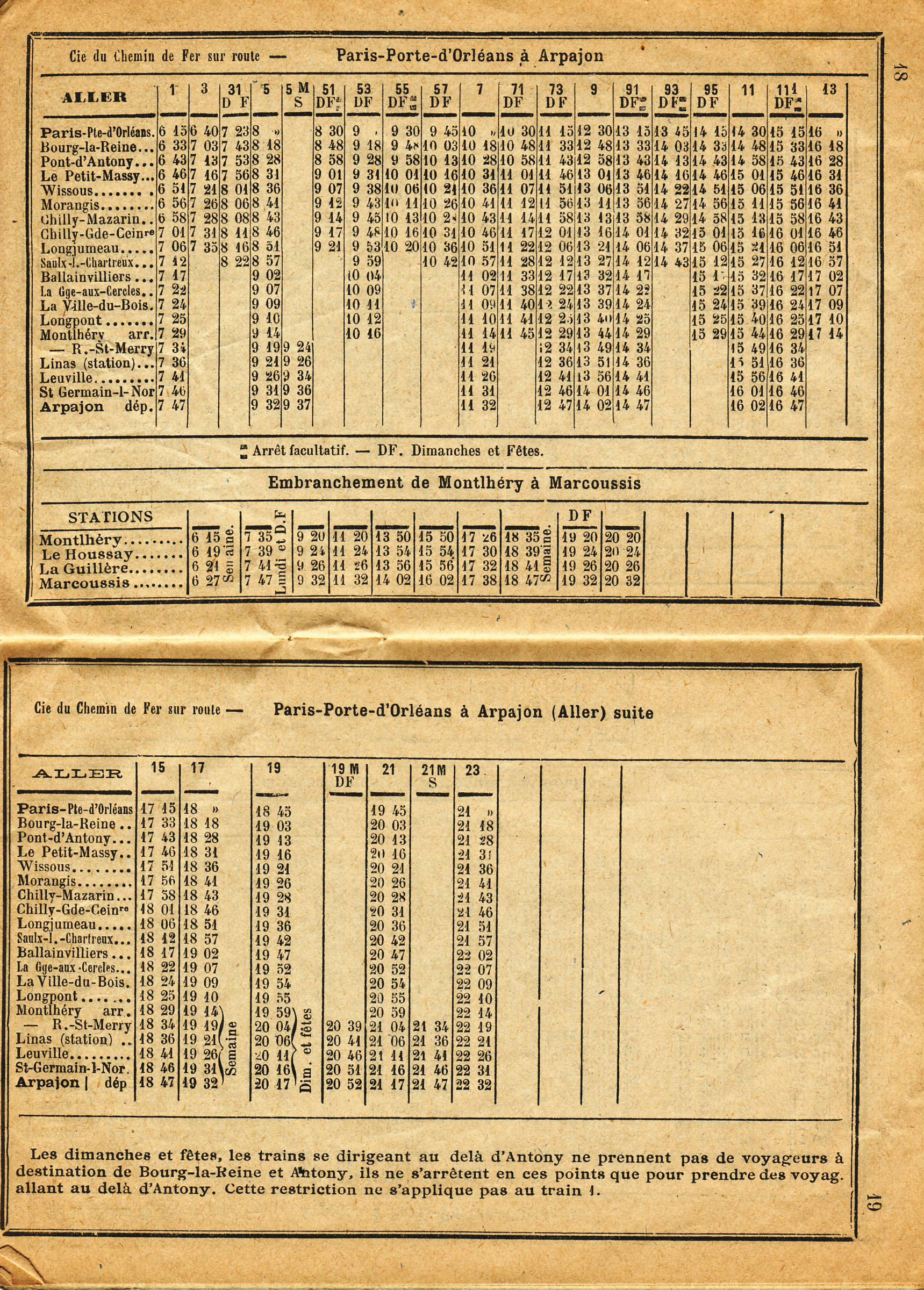
Horaires de l'Arpajonnais en 1926.

Le 1er mai 1894, Leuville connaît, à son tour, l'arrivée d'un chemin de fer secondaire, tracé le long de la RN20, l’Arpajonnais, qui relie Arpajon à Paris, et dont l'une des gares de la section Arpajon-Montlhéry se situe au bas du village, le long de l'Orge : sa vocation première est bien le transport de marchandises vers les halles de Paris, mais il véhicule aussi colis, plis postaux et... voyageurs durant une quarantaine d'années, jusqu'en 1936 (5 octobre pour les marchandises et 15 décembre pour les voyageurs). Il donne aux agriculteurs leuvillois une occasion exceptionnelle de ramassage de produits : cent à cent-cinquante exploitations prospèrent ainsi et leurs terres s'étendent jusque sur les communes actuelles de Linas et de Saint-Germain-lès-Arpajon, même si parfois leurs exigences sont fortes vis-à-vis de la société d'exploitation : "les cultivateurs utilisateurs de la gare de Leuville se plaignent des moyens de chargement et de déchargement mis à leur disposition. Ils sont considérés comme peu pratiques et surtout nécessitant beaucoup de travail et de perte de temps".
Entre-temps, en 1922, la classe politique géorgienne, chassée par l'invasion du territoire national par l'Armée rouge, acquiert le domaine qui sera appelé plus tard le château des Géorgiens : président de Parlement -Nicolas Tcheidze-, présidents successifs de gouvernement -Noé Ramichvili(1er) et Noé Jordania(2e et 3e)-, ministres, chefs de l'opposition parlementaire -(Ekvtimé Takhaïchvili et Samson Pirtskhalava)- de la République démocratique de Géorgie s'y installent.
Pour subsister ils cultivent la terre, ajoutant aux cultures locales leurs cultures traditionnelles (maïs, haricots rouges, cornichon malossol). Ils implantent aussi un cépage particulier de raisin, l’Odessa, et récoltent du miel grâce aux ruches installées dans le parc.
De facto, Leuville se crée de nombreux liens historiques avec la communauté géorgienne de France et la Géorgie. Le cimetière communal abrite un carré géorgien de 500 sépultures (après don de terrains attenant au cimetière initial de 1923 par l'Association géorgienne en France).
Jusque dans les années 1970, le village est l’un des plus gros producteurs français de potiron, avec 400 à 500 tonnes produits et même 800 en 1975.
À partir des années 1980, la poussée démographique, le développement des transports individuels et des transports en commun (autobus vers la Porte d'Orléans et vers la gare RER de Brétigny-sur-Orge) et l'évolution générale de la société française font disparaître les dernières exploitations agricoles au profit de construction de maisons individuelles logeant des adultes œuvrant généralement à Paris.
Au début du XXIe siècle, avec l'adhésion à la communauté d'agglomération du Val d'Orge et l'implantation d'un centre commercial  – le long de la Francilienne – Leuville s'éloigne des autres communes du canton d'Arpajon..

## Politique et administration

### Rattachements administratifs et électoraux
Antérieurement à la loi du 10 juillet 1964, la commune faisait partie du département de Seine-et-Oise. La réorganisation de la région parisienne en 1964 fit que la commune appartient désormais au département de l'Essonne et à son arrondissement de Palaiseau, après un transfert administratif effectif au 1er janvier 1968. Pour l'élection des députés, elle fait partie de la troisième circonscription de l'Essonne.
Elle faisait partie de 1801 à 1967 du canton d'Arpajon du département de Seine-et-Oise. Dans le cadre de la mise en place du département de l'Essonne, elle intègre en 1967 le canton de Brétigny-sur-Orge. Il en est détaché par un décret du 7 décembre 1975, qui la rattache au canton d'Arpajon. Dans le cadre du redécoupage cantonal de 2014 en France, ce canton, dont la commune est toujours membre, est modifié, passant de 10 à 16 communes.

### Intercommunalité
Leuville a intégré le 1er janvier 2004 la communauté d'agglomération du Val d'Orge, créée en 2001.
Dans le cadre de la mise en œuvre de la loi MAPAM du 27 janvier 2014, qui prévoit la généralisation de l'intercommunalité à l'ensemble des communes et la création d'intercommunalités de taille importante, le projet de  schéma régional de coopération intercommunale de février 2015 prévoyait la création, en Essonne, d’une agglomération de plus de 500 000 habitants regroupant 48 communes, allant de l’Arpajonnais au SAN de Sénart Ville Nouvelle en Seine-et-Marne. Après concertation, ce projet a été amendé et le préfet de la région d'Île-de-France approuve le 4 mars 2015 un schéma régional de coopération intercommunale qui prévoit notamment la « fusion de la communauté d'agglomération du Val d'Orge et de la communauté de communes de l'Arpajonnais »
Cette fusion est intervenue le 1er janvier 2016, créant la nouvelle communauté d'agglomération Cœur d'Essonne Agglomération, dont la commune est désormais membre.

### Tendances et résultats politiques
Les électeurs de la commune de Leuville-sur-Orge portent leur suffrage traditionnellement à droite sur l'échiquier politique. Cependant, les résultats récents de la première décennie du XXIe siècle montrent un changement de tendance avec une forte poussée de la gauche notamment aux élections locales avec des scores dépassant largement les 50 % en faveur des candidats du PS ou divers gauche comme la réélection de l'équipe municipale en place depuis 2001 en 2014 avec plus de 60 % des suffrages.
Élections présidentielles, résultats des deuxièmes tours
- Élection présidentielle de 2002 : 85,76 % pour Jacques Chirac (RPR), 14,24 % pour Jean-Marie Le Pen (FN), 82,65 % de participation[38].
- Élection présidentielle de 2007 : 54,02 % pour Nicolas Sarkozy (UMP), 45,98 % pour Ségolène Royal (PS), 88,17 % de participation[39].
- Élection présidentielle de 2012 : 50,48 % pour Nicolas Sarkozy (UMP), 49,52 % pour François Hollande (PS), 84,72 % de participation.
- Élection présidentielle de 2017 : 66,42 % pour Emmanuel Macron (LREM), 33,58 % pour Marine Le Pen (FN), 77,42 % de participation.

Élections législatives, résultats des deuxièmes tours
- Élections législatives de 2002 : 52,10 % pour Geneviève Colot (UMP), 47,90 % pour Yves Tavernier (PS), 60,44 % de participation[40].
- Élections législatives de 2007 : 51,95 % pour Geneviève Colot (UMP), 48,05 % pour Brigitte Zins (PS), 56,09 % de participation[41].
- Élections législatives de 2012 : 53,86 % pour Michel Pouzol (PS), 46,14 % pour Geneviève Colot (UMP), 55,84 % de participation[42].
- Élections législatives de 2017 : 59,14 % pour Laëtitia Romeiro Dias (LREM), 40,86 % pour Virginie Araujo (LFI), 39,87 % de participation[43].

Élections européennes, résultats des deux meilleurs scores
- Élections européennes de 2004 : 27,52 % pour Harlem Désir (PS), 13,91 % pour Patrick Gaubert (UMP), 42,52 % de participation[44].
- Élections européennes de 2009 : 23,17 % pour Michel Barnier (UMP), 21,66 % pour Daniel Cohn-Bendit (Les Verts), 42,35 % de participation[45].
- Élections européennes de 2014 : 20,86 % pour Aymeric Chauprade (FN), 18,43 % pour Alain Lamassoure (UMP), 43,06 % de participation[46].
- Élections européennes de 2019 : 21,09 % pour Nathalie Loiseau (LREM), 20,52 % pour Jordan Bardella (RN), 47,96 % de participation.

Élections régionales, résultats des deux meilleurs scores
- Élections régionales de 2004 : 52,86 % pour Jean-Paul Huchon (DVG), 35,98 % pour Jean-François Copé (UMP), 67,27 % de participation[47].
- Élections régionales de 2010 : 62,49 % pour Jean-Paul Huchon (PS), 37,51 % pour Valérie Pécresse (UMP), 48,53 % de participation[48].
- Élections régionales de 2015 : 22,25 % pour Claude Bartolone (PS), 20,71 % pour Valérie Pécresse (LR), 57,01 % de participation[49].

Élections cantonales et départementales, résultats des deuxièmes tours
- Élections cantonales de 2004 : 56,20 % pour Monique Goguelat (PS), 43,80 % pour Philippe Le Fol (DVD), 67,39 % de participation[50].
- Élections cantonales de 2011 : 67,10 % pour Pascal Fournier (PS), 32,90 % pour Bernard Despalins (FN), 42,27 % de participation[51].
- Élections départementales de 2015 : 42,59 % pour Pascal Fournier et Nicole Perrier (PS), 33,31 % pour Dominique Bougraud et Alexandre Touzet (UDI-LR), 24,10 % pour Alain Buffle et Catherine Morin (FN), 47,72 % de participation[52].

Élections municipales, résultats des deuxièmes tours
- Élections municipales de 2001 : données manquantes.
- Élections municipales de 2008 : 69,93 % pour Daniel Esprin (DVG) élu au premier tour, 30,07 % pour Sylvestre Musial (DVD), 64,35 % de participation[53].
- Élections municipales de 2014 : 60,37 % pour Eric Braive (DVG) élu au premier tour, 39,63 % pour Sylvestre Musial (DVD), 60,18 % de participation[54].
- Élections municipales de 2020 : 100,00 % pour Eric Braive (DVG) élu au premier tour, 27,79 % de participation.

Référendums
- Référendum de 2000 relatif au quinquennat présidentiel : 80,43 % pour le Oui, 19,57 % pour le Non, 30,34 % de participation[55].
- Référendum de 2005 relatif au traité établissant une Constitution pour l'Europe : 54,16 % pour le Non, 45,84 % pour le Oui, 73,14 % de participation[56].

### Politique locale
Compte tenu du nombre de ses habitants, la commune est administrée par un conseil municipal de vingt-sept élus.

### Jumelages
La ville de Leuville sur Orge n'est jumelée avec aucune ville internationale ou française.

## Population et société

### Démographie

#### Évolution démographique
L'évolution du nombre d'habitants est connue à travers les recensements de la population effectués dans la commune depuis 1793. Pour les communes de moins de 10 000 habitants, une enquête de recensement portant sur toute la population est réalisée tous les cinq ans, les populations de référence des années intermédiaires étant quant à elles estimées par interpolation ou extrapolation. Pour la commune, le premier recensement exhaustif entrant dans le cadre du nouveau dispositif a été réalisé en 2005.

En 2022, la commune comptait 4 307 habitants, en évolution de −1,76 % par rapport à 2016 (Essonne : +2,89 %, France hors Mayotte : +2,11 %).
| 1793  | 1800  | 1806 | 1821 | 1831 | 1836 | 1841 | 1846 | 1851 |
| ----- | ----- | ---- | ---- | ---- | ---- | ---- | ---- | ---- |
| 1 002 | 1 035 | 967  | 955  | 905  | 857  | 823  | 840  | 812  |

| 1856 | 1861 | 1866 | 1872 | 1876 | 1881 | 1886 | 1891 | 1896 |
| ---- | ---- | ---- | ---- | ---- | ---- | ---- | ---- | ---- |
| 760  | 756  | 759  | 752  | 753  | 766  | 814  | 765  | 810  |

| 1901 | 1906 | 1911 | 1921 | 1926 | 1931 | 1936 | 1946 | 1954 |
| ---- | ---- | ---- | ---- | ---- | ---- | ---- | ---- | ---- |
| 834  | 830  | 817  | 783  | 797  | 866  | 832  | 822  | 965  |

| 1962  | 1968  | 1975  | 1982  | 1990  | 1999  | 2005  | 2006  | 2010  |
| ----- | ----- | ----- | ----- | ----- | ----- | ----- | ----- | ----- |
| 1 198 | 1 519 | 1 934 | 1 969 | 2 463 | 3 761 | 4 140 | 4 147 | 4 099 |

| 2015  | 2020  | 2022  | - | - | - | - | - | - |
| ----- | ----- | ----- | - | - | - | - | - | - |
| 4 387 | 4 350 | 4 307 | - | - | - | - | - | - |

#### Pyramide des âges
En 2018, le taux de personnes d'un âge inférieur à 30 ans s'élève à 36,6 %, soit en dessous de la moyenne départementale (39,9 %). De même, le taux de personnes d'âge supérieur à 60 ans est de 19,6 % la même année, alors qu'il est de 20,1 % au niveau départemental.
En 2018, la commune comptait 2 151 hommes pour 2 254 femmes, soit un taux de 51,17 % de femmes, légèrement supérieur au taux départemental (51,02 %).
Les pyramides des âges de la commune et du département s'établissent comme suit.
| Hommes | Classe d’âge | Femmes |
| ------ | ------------ | ------ |
| 0,8    | 90 ou +      | 1,9    |
| 4,2    | 75-89 ans    | 6,0    |
| 13,7   | 60-74 ans    | 12,6   |
| 22,9   | 45-59 ans    | 24,1   |
| 20,3   | 30-44 ans    | 20,1   |
| 16,9   | 15-29 ans    | 16,8   |
| 21,3   | 0-14 ans     | 18,4   |

| Hommes | Classe d’âge | Femmes |
| ------ | ------------ | ------ |
| 0,5    | 90 ou +      | 1,4    |
| 5,4    | 75-89 ans    | 7,2    |
| 12,9   | 60-74 ans    | 13,9   |
| 20     | 45-59 ans    | 19,4   |
| 19,9   | 30-44 ans    | 20,1   |
| 20     | 15-29 ans    | 18,2   |
| 21,3   | 0-14 ans     | 19,8   |

### Enseignement
Les élèves de Leuville-sur-Orge sont rattachés à l'académie de Versailles.
La commune dispose en 2010 de l'école maternelle Étienne-de-Lacépède et de l'école élémentaire du Parc.

### Santé
En 2012, la commune dispose sur son territoire de l'EHPAD La Maison de la Châtaigneraie.
Les hôpitaux les plus proches sont ceux d'Arpajon et de Longjumeau, la clinique La Fontaine à Brétigny-sur-Orge et l'hôpital privé du Sud-Francilien (ex clinique des Charmilles) à Arpajon.
Un centre de rééducation se trouve sur la commune également rue Jules-Ferry et très prochainement[Quand ?] sera construit un nouveau centre médical avec trois cabinets de médecins[réf. nécessaire].

### Culture
La commune s'est dotée d'un conservatoire municipal de musique, d'une bibliothèque municipale et d'une ludothèque municipale. La médiathèque intercommunale du Val d'Orge Les Lavandières a été inaugurée le 13 mars 2010.

### Sports
La commune dispose d'une salle polyvalente (salle Florence-Leblond), un gymnase (salle Olympie), un terrain de football et un skatepark[réf. nécessaire].

### Lieux de culte

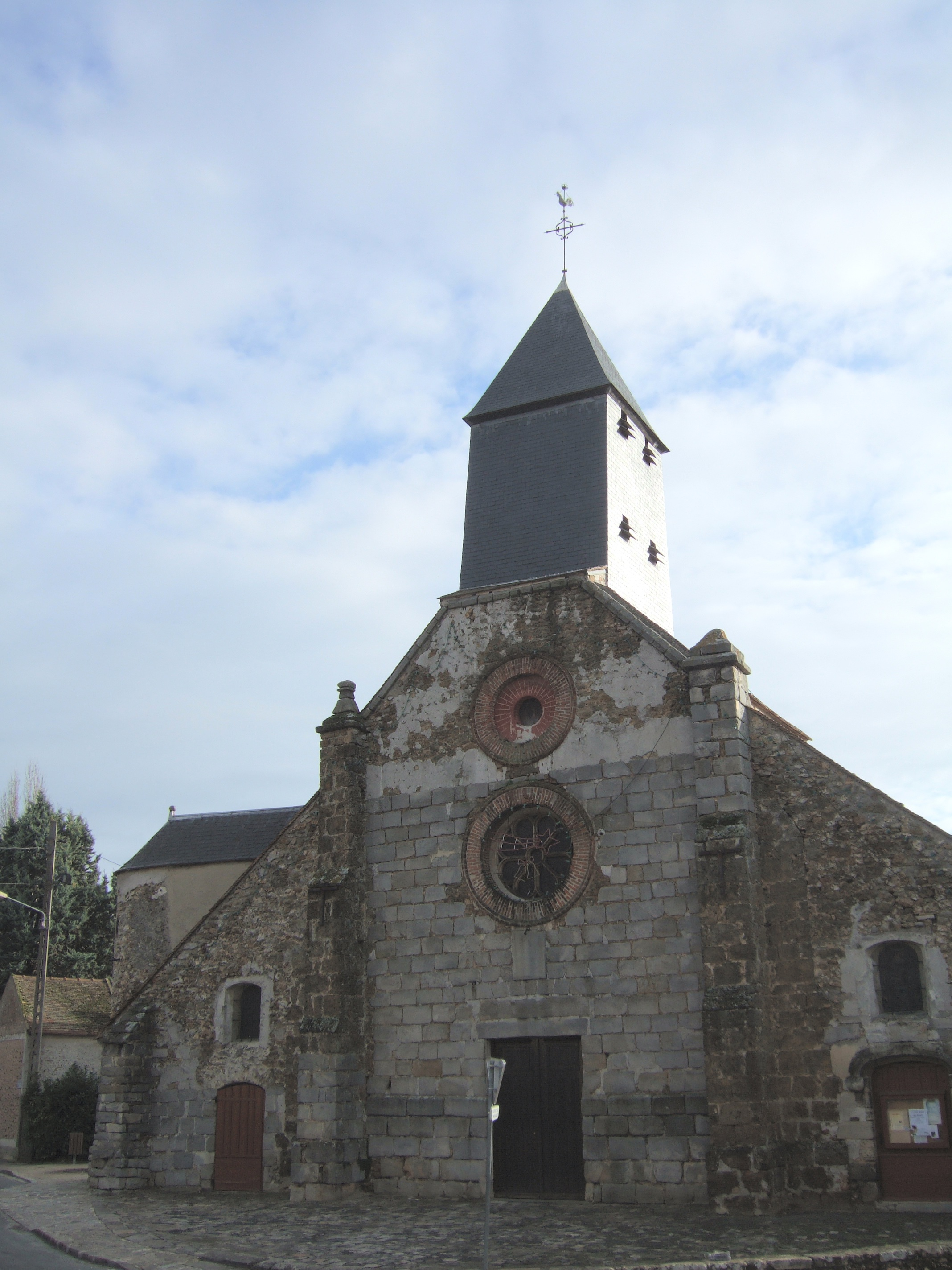
L'église Saint-Jean-Baptiste.

La paroisse catholique de Leuville-sur-Orge est rattachée au secteur pastoral de Montlhéry-Longpont et au diocèse d'Évry-Corbeil-Essonnes.
Elle dispose de l'église Saint-Jean-Baptiste.
Cette église catholique accueille également des offices orthodoxes géorgiens de la paroisse orthodoxe géorgienne Sainte-Nino de Paris.Commencées par le père catholique Laisné et le père orthodoxe Élie Mélia dans les années 1960, des relations privilégiées sont depuis entretenues entre les deux paroisses, dans le cadre d'un œcuménisme chrétien actif. Le père orthodoxe Artchil Davrichachvili a récemment fait don à la paroisse Saint-Jean-Baptiste d'une icône géorgienne visible dans la partie droite de l'église.
La paroisse catholique Saint-Jean-Baptiste organise traditionnellement sa fête annuelle, la Fête des cerises, dans le parc du "château des Géorgiens", ouvert en cette occasion au public.

### Manifestations culturelles et festivités
- Bineau

La municipalité de Leuville-sur-Orge organise chaque année au mois de mars ou d'avril le carnaval de Bineau. Bineau était autrefois le percepteur des impôts à Leuville et c'est pourquoi chaque année une effigie de ce personnage est brûlée sur la place du village, le plateau scolaire. Le carnaval passe dans les principales rues de la commune sous une pluie de confettis, accompagné de la fanfare municipale et des chars confectionnés par les associations, les écoles et la municipalité.
- La Fête de la musique

Comme partout en France, Leuville fête la musique le 21 juin de chaque année. En 2008, la Fête de la musique a été organisée en même temps que la fête des écoles et la fête de la Saint-Jean.
- Le PicNic Républicain

Le principe de cette manifestation est de réunir les habitants de Leuville-sur-Orge autour d'un repas partagé et d'un tournoi de boules.

### Médias
L'hebdomadaire Le Républicain relate les informations locales. La commune est en outre dans le bassin d'émission des chaînes de télévision France 3 Paris Île-de-France, IDF1 et Téléssonne intégré à Télif.

## Économie
Tissu économique varié (liste non exhaustive), industrie : scierie, serrurerie et artisans divers, commerce : petit commerce varié (deux boulangeries, pharmacie, bars-presse, épicerie, coiffeur, salon d'esthétique), Auchan Supermarché  (1er supermarché écologique de France) et sa galerie commerciale (pressing, restaurant asiatique, lunetier...) inauguré en février 2008, Services : cartographie professionnelle, e-learning, agence immobilière...

### Emplois, revenus et niveau de vie
En 2006, le revenu fiscal médian par ménage était de 22 541 €, ce qui plaçait la commune au 1 142e rang parmi les 30 687 communes de plus de cinquante ménages que compte le pays et au cent cinquième rang départemental.
| Répartition des emplois par catégories socioprofessionnelles en 2006. |              |                                           |                                                   |                            |                          |                           |
|                                                                       | Agriculteurs | Artisans, commerçants, chefs d’entreprise | Cadres et professions intellectuelles supérieures | Professions intermédiaires | Employés                 | Ouvriers                  |
| Leuville-sur-Orge                                                     | 0,0 %        | 7,7 %                                     | 15,3 %                                            | 26,5 %                     | 26,7 %                   | 23,8 %                    |
| Zone d'emploi de Dourdan                                              | 0,7 %        | 6,0 %                                     | 18,9 %                                            | 28,5 %                     | 26,3 %                   | 19,6 %                    |
| Moyenne nationale                                                     | 2,2 %        | 6,0 %                                     | 15,4 %                                            | 24,6 %                     | 28,7 %                   | 23,2 %                    |
| Répartition des emplois par secteurs d’activités en 2006.             |              |                                           |                                                   |                            |                          |                           |
|                                                                       | Agriculture  | Industrie                                 | Construction                                      | Commerce                   | Services aux entreprises | Services aux particuliers |
| Leuville-sur-Orge                                                     | 0,0 %        | 13,8 %                                    | 7,4 %                                             | 12,7 %                     | 11,3 %                   | 15,3 %                    |
| Zone d'emploi de Dourdan                                              | 1,7 %        | 10,4 %                                    | 7,5 %                                             | 11,8 %                     | 21,6 %                   | 6,9 %                     |
| Moyenne nationale                                                     | 3,5 %        | 15,2 %                                    | 6,4 %                                             | 13,3 %                     | 13,3 %                   | 7,6 %                     |
| Sources : Insee,                                                      |              |                                           |                                                   |                            |                          |                           |

## Culture locale et patrimoine

### Patrimoine environnemental
Les berges de l'Orge, les bois et champs qui l'entourent ont été recensés au titre des espaces naturels sensibles par le conseil général de l'Essonne.
Promenade de la Vallée de l'Orge classée en zone verte. Projet d'extension du parc régional des Joncs Marins.

### Patrimoine architectural
- L'église Saint-Jean-Baptiste, datant du XIIIe siècle, a subi de profondes modifications depuis : elle abrite un retable du XVIIe siècle (restauré au XXe siècle), une statue de saint Michel du XVIIe siècle, une statue de saint Vincent du XIXe siècle et une icône du XXe siècle offert par la paroisse orthodoxe géorgienne de Paris qui vient y célébrer des offices.
- Le château des Géorgiens, qui date du XVIe siècle, est dans un état précaire.
- Un ossuaire, réservé aux émigrations géorgiennes des années 1920 et 1940, est situé dans le carré géorgien du cimetière communal (carré constitué par des terres mises à disposition par l'Association géorgienne en France).
- Plusieurs lavoirs, dont le lavoir du Carré, impasse des Lavandières, le lavoir de la rue Pasteur et le lavoir de la rue Alphonse-Réault, agrémentent le village.
- La gare du chemin de fer sur route, l'Arpajonnais, à proximité de l'Orge, qui reliait Arpajon aux Halles de Paris, construite au XIXe siècle, appartient aujourd'hui à la commune[76]..

### Personnalités liées à la commune
Différents personnages publics sont nés, décédés ou ont vécu à Leuville-sur-Orge.
- Charles de L'Aubespine (1580-1653), homme politique y est mort.
- Bernard-Germain de Lacépède (1756-1825), zoologiste et homme politique s'y réfugia pendant la Terreur.
- Nicolas Tcheidze (1864-1926), président du Comité exécutif du Soviet russe de Petrograd (février à octobre 1917), du Parlement transcaucasien (février à mai 1918), du Parlement de la République démocratique de Géorgie (mai 1918 à mars 1921) et de la délégation géorgienne auprès de Georges Clemenceau, à la Conférence de la Paix de Paris (1919), y vécut de 1922 à 1926.
- Noé Ramichvili (1881-1930), président du 1er Gouvernement de la République démocratique de Géorgie, y vécut de 1922 à 1930.
- Noé Jordania (1868-1953), président des 2e et 3e Gouvernements de la République démocratique de Géorgie y vécut à partir de 1922.
- Henri-Martin Lamotte (1889-1967), artiste peintre y est mort.
- Louis Chevallier (homme politique) (1891-1967), ancien résistant, créateur et directeur du journal Centre Eclair et député de l'Indre (1945-1951) y vécut de 1956 à sa mort
- Élie Mélia (1915-1988), prêtre orthodoxe et historien de l'Église y est inhumé, dans le carré géorgien du cimetière.
- Luc Méloua (1936-2010), Motoriste et Journaliste français y est inhumé, dans le carré géorgien du cimetière.
- Claude Parmentier (1935-2014), professeur à la faculté de médecine de Paris et adjoint au maire chargé de la culture, fonde les journées franco-géorgiennes de Leuville en 2003.

### Héraldique et logotype
| Blason de Leuville-sur-Orge | Les armes de Leuville-sur-Orge se blasonnent : Écartelé : au premier et au quatrième coupés, au premier d'argent à un léopard d'or et au deuxième d'azur à six besants d'argent posées trois, deux, un, au deuxième et au troisième de sable à trois bandes de gueules, la bande médiane chargée de trois étoiles aussi d'argent. La commune s'est en outre dotée d'un logotype. |  |